# 苗旺县
苗旺县（越南语：／:283），又译“苗域县”，是越南河江省下辖的一个舊县，面积584.73平方公里，2018年时总人口82000人。

## 地理
苗旺县北和东接中国云南省和广西壮族自治区，南接高平省保林县，西接安铭县和同文县。

## 历史
1962年12月15日，以同文县甘竹坪社、江竹坪社、火广坪社、坵怀社、陇井社、陇坪社、陇卜社、苗旺社、坝尾社、拜陇社、山尾社、冲莽社、冲茶社、冲寨社、上逢社、新街社16社析置苗旺县。
1975年12月27日，宣光省和河江省合并成河宣省，苗旺县随之划归河宣省管辖。
1981年5月14日，新街社陇子村和塘子村划归上逢社管辖。
1982年10月21日，火广坪社、冲寨社、陇坪社划归安铭县管辖；安铭县粘山社、淰班社、达峨社划归苗旺县管辖。
1991年8月12日，河宣省重新分设为宣光省和河江省，苗旺县随之划归河江省管辖。
1999年8月20日，冲茶社陇拜村、庯眉村2村划归苗旺社管辖，苗旺社分设为苗旺市镇和大陇社。
2005年8月9日，粘山社和坵怀社析置粘同社。
2025年6月12日，宣光省和河江省合并成新的宣光省，苗旺县随之短暂划归宣光省管辖。6月16日，越南国会废除县级政区，苗旺县随之废除；苗旺市镇、大陇社、江竹坪社和坝尾社合并成苗旺社，甘竹坪社、陇卜社和坵怀社合并成新的坵怀社，粘同社和粘山社合并成新的粘山社，淰班社和达峨社合并成新的达峨社，陇井社、冲茶社和冲莽社合并成新的冲莽社，上逢社、新街社和山尾社合并成新的山尾社，拜陇社并入同文社，各新社均隶属宣光省直接管辖。

## 行政区划
苗旺县下辖1市镇17社，县莅苗旺市镇。
- 苗旺市镇（Thị trấn Mèo Vạc）
- 甘竹坪社（Xã Cán Chủ Phìn）
- 江竹坪社（Xã Giàng Chu Phìn）
- 坵怀社（Xã Khâu Vai）[2]:278
- 陇井社（Xã Lũng Chinh）[2]:285
- 陇卜社（Xã Lũng Pù）[2]:284
- 淰班社（Xã Nậm Ban）
- 粘山社（Xã Niêm Sơn）[2]:277
- 粘同社（Xã Niêm Tòng）
- 坝尾社（Xã Pả Vi）
- 拜陇社（Xã Pải Lủng）
- 山尾社（Xã Sơn Vĩ）[2]:276
- 冲莽社（Xã Sủng Máng）[2]:275
- 冲茶社（Xã Sủng Trà）[2]:275
- 大陇社（Xã Tả Lủng）
- 达峨社（Xã Tát Ngà）[2]:278
- 上逢社（Xã Thượng Phùng）[2]:276
- 新街社（Xã Xín Cái）[2]:276